# Charles-Auguste Taunay
Pour les autres membres de la famille, voir Famille Taunay.
Charles-Auguste Taunay, né le 23 mai 1768 à Paris, mort le 24 avril 1824 à Rio de Janeiro, est un sculpteur français. Il est le frère de Nicolas Antoine Taunay.

## Biographie
Élève de Jean Guillaume Moitte, il obtient le premier grand prix de Rome en 1791 et devient pensionnaire de l'Académie de France à Rome au palais Mancini.
Entre 1793 et 1799, il se réfugie avec son frère Nicolas à Montmorency pour éviter la Terreur. Rentré à Paris, il fait alors essentiellement de la reproduction de statues de l'Antiquité. Entre 1802 et 1807, il obtient un contrat de sculpteur extra-numéraire à la manufacture de Sèvres. Pendant cette période, beaucoup de ses travaux sont reproduits en porcelaine. En 1807, il participe à la décoration d'un escalier du palais du Louvre et de l'arc de triomphe du Carrousel.
En 1816, à la chute de l'Empire, il s'exile au Brésil avec son frère Nicolas Antoine Taunay en intégrant la mission artistique française. Il devient titulaire de la chaire de sculpture à la nouvelle Académie impériale des beaux-arts à Rio de Janeiro. En 1817, il participe à la décoration de la ville pour les festivités de l'arrivée de l'archiduchesse Léopoldine et son mariage avec Dom Pedro, avec d'autres artistes français : Grandjean de Montigny, Debret, et les frères Marc et Zéphyrin Ferrez. En 1818, avec Debret et Grandjean de Montigny, il dirige l'ornementation de la place du palais impérial pour les fêtes commémoratives de l'acclamation de Jean VI.
Bien que premier professeur de sculpture de l'académie, il ne peut en obtenir la charge officielle. Avec ses compagnons de la mission artistique française, Debret, Montigny et Félix Émile Taunay, une opposition étant née entre lusophiles et francophiles au sein de l'institution, ils ouvrent des cours indépendants de l'académie.

## Sources
- (pt) Fiche biographique sur le site de l'encyclopédie Itau Cultural